# 青野武一
青野 武一（靑野武一、あおの ぶいち、1899年（明治32年）9月7日 - 1959年（昭和34年）12月9日）は、大正・昭和期の労働運動家、政治家。位階は正五位。
衆議院議員（4期）。配偶者は青野 喜代子。長男は青野 宏、次男は青野 徹、孫は青野 義弘、青野 光俊。

## 経歴
愛媛県新居郡、のちの西条市で生まれる。高等小学校を卒業後、八幡製鐵所に入り職工として勤務。日本労友会に加わり、1920年（大正9年）同製鐵所の大争議に参加した。日本労友会が解散した後、1925年（大正14年）九州民権党が結成され執行委員に就任。その後、日本大衆党、労農大衆党、社会大衆党、日本無産党などの八幡支部書記長を務めた。1927年（昭和2年）12月、製鐵所を解雇され、1929年（昭和4年）から1942年（昭17年）まで八幡市会議員に在任した。
戦後、日本社会党に加わり、1949年（昭和24年）1月の第24回衆議院議員総選挙に福岡県第2区から立候補して初当選し、以後、第27回総選挙まで再選され、衆議院議員に連続4期在任した。この間、衆議院決算委員長、社会党中央執行委員、同事業部長、同出版部長、同機関紙部長、同福岡県連執行委員長などを務めた。国会では決算委員として造船疑獄の追求を行った。その後、第28回総選挙に立候補したが落選した。
1959年（昭和34年）12月9日死去、60歳没。死没日付をもって正五位勲三等に叙され、瑞宝章を追贈された。